# Cixius obliqua
Cixius obliqua är en insektsart som beskrevs av Stephens 1829. Cixius obliqua ingår i släktet Cixius och familjen kilstritar. Inga underarter finns listade i Catalogue of Life.